# Konark
Konark là một thị xã và là nơi đặt ủy ban khu vực quy hoạch (notified area committee) của quận Puri thuộc bang Orissa, Ấn Độ.

## Nhân khẩu
Theo điều tra dân số năm 2001 của Ấn Độ, Konark có dân số 15.015 người. Nam giới chiếm 52% tổng số dân và nữ giới chiếm 48%. Konark có tỷ lệ 57% dân số biết đọc biết viết, thấp hơn tỷ lệ trung bình toàn quốc là 59,5%: tỷ lệ cho nam giới là 64%, và cho nữ giới là 49%. Tại Konark, 14% dân số có độ tuổi nhỏ hơn 6 tuổi.